# Албан Британски
Свети Албан Британски је био први британски хришћански мученик. Заједно са свецима Јулијем и Ароном, Албан је један од тројице мученика забележених у историји римске Британије. Албан се наводи у календару Цркве Енглеске за дан 22. јуна, а поштује се у англиканској, католичкој и православној цркви. Свети Албан се спомиње у „Ацта Мартyрум“ те од стране Константина из Лyона у његовом Животу Светог Германљ из Ауxереа 480. Такође се појављује у Гилдасовом тексту Де Еxцидио ет Конквесту Британија из 6. века и Бедином тексту Хисторија Еклесиастика гентис Англорум.
Године 2006. је део свештеника Цркве Енглеске предложио да Албан замиени Светог Георгија као заштитника Енглеске. Такође је било предлога да постане светац заштитник целе Уједињеног Краљевства.